# Comité européen pour le progrès économique et social
Le Comité européen pour le progrès économique et social (CEPES) est un organisme de réflexion patronal transnational, proeuropéen, néolibéral et atlantiste, fondé en 1952 ; il a fonctionné jusqu'en 1967. Il est composé d’industriels et de banquiers, issus de pays fondateurs de la CECA.

## Origines
Le CEPES est né à l’initiative de la Fondation Ford, en liaison avec une association patronale américaine, le Committee for economic development (CED), et de l'universitaire germano-américain Karl Brandt (économiste) (en), professeur à Stanford, partisans de l'intégration européenne de l'Europe de l'Ouest dans le contexte de la guerre froide et de la politique américaine du « containment ». La Ford foundation est alors dirigée par Paul G. Hoffman, de novembre 1950 à 1953, membre à la fois du board de l'American Committee on United Europe (ACUE) et du CED, qu'il a présidé de 1942 à 1948.
L’origine du CEPES remonte à l’année 1951. Des conversations, des échanges de courriers, la venue d'Hoffman et de Brandt en Europe, en janvier et février 1952, des réunions plénières tenues à Paris en février 1952 et à Bruxelles en juillet 1952, poursuivies en 1953 et 1954 à Francfort et à Milan, jetèrent les bases du CEPES. Un Belge, l'industriel Henri de Lovinfosse, un patron marqué par la doctrine sociale de l'Église, membre atypique de la Société du Mont-Pèlerin où il a pu rencontrer Karl Brandt, joue un rôle important dans la formation du CEPES. Il dirige l'équipe belge, dont font partie deux intellectuels qui sont loin d'être des libéraux, le philosophe catholique Gustave Thibon, pourtant français, et l'ami de ce dernier, l'intellectuel maurrassien Marcel de Corte, professeur de philosophie à l’Université de Liège, et éditorialiste incisif au quotidien catholique La Libre Belgique, de 1950 à 1966. Thibon est alors l'un des deux vice-présidents de l’association Les Amitiés franco-espagnoles, avec le banquier Marcel Wiriath, fidèle de Charles Maurras et défenseur de Pétain. Fondée en 1950, elle est présidée par Henri Massis et le général Maxime Weygand est son président d’honneur. Thibon et de Corte collaborent à la revue fédéraliste et proeuropéenne de La Fédération d'André Voisin et Jacques Bassot.

## Dirigeants
Le CEPES est dirigé par un comité directeur, formé des présidents des groupes nationaux. C’est l’Italien Vittorio Valletta (1883-1967), P-DG de Fiat de 1945 à 1966, qui le préside. Sont vice-présidents le président du groupe allemand - Walter Bauer (1901-1968), industriel du textile, directeur général de la Valentin Mehler AG à Fulda- et le président du groupe français, François Lehideux puis Jean-Edouard Senn.
L'équipe belge quitte le CEPES vers 1955. Les dirigeants du CEPES se rencontrent cette année-là à Palerme.

## Groupe français du CEPES

### Dirigeants et membres

#### Dirigeants
C'est l'ancien ministre de Vichy François Lehideux qui fut choisi par les Américains pour fonder et présider le groupe français du CEPES. Sans doute en raison de ses liens avec Henry Ford II, membre du conseil d'administration de Ford France et du CED : Lehideux est alors en effet P-DG de Ford France de 1950 à 1953.
Le trésorier et cofondateur du CEPES français, puis vice-président, est lui aussi le dirigeant d’une filiale française d’un groupe américain, Eastman-Kodak Company : Alfred Landucci (1897-1962), P-DG de Pathé-Kodak de 1946 à 1951 puis président de son conseil d’administration, membre du comité directeur du CNPF et vice-président de l'Union des industries chimiques. A-t-il été influencé par Marion B. Folsom, « treasurer » depuis 1935 et membre du « board of directors » depuis 1947 d'Eastman-Kodak ? Folsom est en effet l'un des fondateurs du C.E.D. avec Hoffman, et son « chairman of the board » de 1950 à 1953. Ce républicain est membre aussi en 1951 de l'Atlantic union committee, constitué en mars 1949, et qui préconise une fédération Atlantique organisée sur une base démocratique pour promouvoir la paix, à l'instigation de Clarence Streit. L'autre vice-président est un industriel du coton pétainiste, Georges Laederich, dirigeant d'une firme familiale des Vosges.
Et Lehideux, et Laederich ont connu les rigueurs de l'épuration à la Libération. À l'inverse, Landucci est présenté comme un patron résistant lorsqu'il est promu officier de la Légion d'honneur en 1948. Tous trois avant la guerre ont fait partie de la mouvance « nationale ». Laederich, membre de la Fédération républicaine, a appuyé les Croix de feu et a animé une officine patronale destinée à combattre le Front populaire, la CGT et le communisme. Le duc Joseph Pozzo di Borgo indiqua au chef des Croix de feu en juin 1936 que l'Union des industries chimiques que Landucci représentait souhaitait un entretien, en clair qu’elle voulait « soutenir financièrement » le mouvement de François de La Rocque. Lehideux a fondé « des groupements PPF, PSF, des syndicats chrétiens, et d'autres syndicats encore » au sein des usines Renault, pour faire pièce à la CGT, même s'il a fini par laisser « s'éteindre l'activité dangereuse et combative de ces groupes ».
Les Américains sont en tout cas conscients du passé pétainiste de Lehideux ou Laederich ; ils en sont venus à considérer qu'il n'était pas possible de ne rallier que des résistants : « In France particularly was it necessary to abandon any effort to weed out men who had served their country only under the barrel that finally proved to be successful ». D'autant que Lehideux a rompu avec son passé vichyste : il fait désormais partie depuis 1950 d'un autre réseau transnational auquel appartiennent Valletta et Paul G. Hoffman, Fraternité mondiale, qui milite pour « promouvoir la justice, l'amitié, la compréhension et la collaboration entre gens de toutes races, nations et religions ».
Lehideux, Landucci et Laederich ont participé à New-York en décembre 1951 à la première conférence tenue entre industriels américains et ouest-européens. La délégation française était menée par le président du CNPF, Georges Villiers. D'autres industriels parmi lesquels l'Italien Valletta et deux patrons qui vont fréquenter le CEPES à ses débuts, Goüin et François Thierry-Mieg, y prirent part aussi. Ils ont pu y rencontrer Paul Hoffman, qui a donné un exposé lors de cette conférence. Landuci est vice-président du comité France-Actuelle, doté de bureaux à Paris et à Washington, fondé en 1951 par Georges Villiers et Robert Lemaignen, P-DG de la Société commerciale d’affrètements et de commission (SCAM), pour contrer la mauvaise image de la France. Ce comité diffuse aux États-Unis et en France des études destinées à renseigner les élites américaines sur le dynamisme de la France et de ses entreprises. Lehideux et Laederich en sont membres.

#### Autres animateurs du CEPES français
Trois autres hommes animent le CEPES français : Claude Popelin, jusqu'en 1954, René Belin, chargé d'un rapport sur les salaires, discuté à la réunion de Bruxelles de juillet 1952, secrétaire général jusqu'en 1959, et Pierre Vigne.
Popelin est le secrétaire général originel du CEPES français. Ancien « maréchal » des Volontaires nationaux de François de La Rocque et ancien dirigeant du Parti populaire français avant-guerre, ancien avocat à la Cour de Paris, il a été coresponsable de la délégation parisienne du Secrétariat à l’information et à la propagande, en tant que chargé de mission de Paul Marion, secrétaire d'État à l'information et ancien du PPF (mai-décembre 1942), avant de rejoindre le général Giraud à Alger en mai 1943 – il avait fait partie de son état-major en 1939. C’est un proche de Lehideux ; il a été chef du service de presse du Comité d'organisation de l'automobile (COA) puis a fait partie de son cabinet, comme chargé de mission, en 1941. Lehideux l’a nommé attaché de direction générale de Ford-France pour les relations publiques, de 1950 à 1953.
Comme Lehideux, l'ancien syndicaliste CGT René Belin est un ancien ministre de Vichy. Il s'est exilé en Suisse de 1947 à 1949 et a bénéficié d'un non-lieu en 1949, à l'instar de Lehideux. Cet ancien dirigeant anticommuniste de la Confédération générale du travail (CGT) s’intéresse encore aux questions syndicales ; il a appuyé pour lutter contre la CGT dominée par les communistes les efforts de la Confédération générale des syndicats indépendants. Il a pris la direction de la Revue syndicaliste (1949-1954) et collabore à Travail et liberté, sous le pseudonyme de Paul Brière. Dans ses mémoires inachevées, Lehideux affirme l’avoir rencontré avant-guerre aux rencontres de Pontigny. Et ils sont demeurés en contact après la fin du Gouvernement Darlan. Selon Belin, « c’est Lehideux dont j’avais fait en 1940 un commissaire au chômage » qui l'a appelé au CEPES et qui lui proposa la fonction de secrétaire général, en 1952. Il le sera vers 1954-55. Ce qui a pour lui « le double avantage de lui ouvrir des horizons inconnus et de comporter une rémunération régulière ». C’est que Belin entend « vivre de sa plume » ; il a « refusé de pantoufler dans le commerce ou l’industrie où l’auraient volontiers accueilli certains de ceux qu’il avait connus lors de son passage au ministère ». Il collabore aussi à l'éphémère hebdomadaire Le Présent (1952-53), de Claude-Joseph Gignoux, et à des périodiques de droite, Paroles françaises, revue fondée en 1946 par le résistant et député anticommuniste André Mutter, organe du Parti républicain de la liberté (PRL), et France indépendante, l’hebdomadaire du Centre national des indépendants et paysans (CNIP), à la demande de son secrétaire général, Roger Duchet.
Pierre Vigne, quant à lui, est secrétaire du groupe français avant de succéder à Belin en 1959 et de devenir son secrétaire général. C'est un permanent de l’Union des industries chimiques : il dirige son service fiscal et financier.

#### Membres
D'autres patrons sont membres du CEPES français en 1952 : Bernard Thierry-Mieg, ancien animateur avant guerre de l'Alliance corporative des industries textiles du Haut-Rhin , Henry Goüin, héritier de la riche famille Goüin, P-DG de la société Batignolles-Châtillon – Laederich a été administrateur de cette société durant l'Occupation -, Jacques Warnier, membre en 1952 du conseil de direction du Centre des jeunes patrons, et ancien président (1947-51), Francis Gernigon (1887-1960), DG de la société française du Chocolat Suchard, filiale d’un groupe suisse, Raymond Dreux, DG de la Société commerciale d’affrètements et de commission (SCAM), Serge Scheer, dirigeant de la filiale française d’un groupe américain, la Standard des pétroles (Esso), Pierre Laguionie (1884-1978), des magasins du Printemps, membre du comité directeur du CNPF, l’un des 7 vice-présidents du comité français de la Chambre de commerce internationale - Lehideux a pu le côtoyer au Comité d'études pour la France en 1941-42 -, Bernard Toulouse, président des Docks de France et DG de Paridoc, Pierre Baruzy, qui rejoint le CEPES vers 1952-53. Ainsi qu'un cadre, Henri Migeon, secrétaire général de la Télémécanique électrique depuis 1944. Et deux animateurs d’associations, Marcel Ribière (1892-1986), conseiller d'État honoraire (1950), président en 1948 de sociétés d'assurances, délégué général du syndicat des fabricants de produits pharmaceutiques, et Paul Voisin, secrétaire général de la Fédération des sociétés anonymes d'HLM et directeur de 1929 à 1969 du Foyer rémois, une société d’habitations à bon marché fondée en 1912, possédant des cités-jardins couplées à un réseau d'œuvres sociales (Maison de l'enfance, Maison commune).
Certains de ces membres du CEPES ont été pétainistes, tels Marcel Ribière, préfet des Alpes-Maritimes sous l’Occupation, de 1940 à 1943, ou Paul Voisin, qui fut le délégué départemental de la Marne du Secours national de 1939 à 1945. Fondateur du Comité d’études et d’aménagement de Reims, fondé en 1943 avec l’appui du gouvernement de Vichy et sous un vocable corporatiste et communautaire, Voisin a été désigné membre en 1941 du comité provisoire du Rassemblement pour la Révolution nationale, comme aussi Baruzy, qui est cependant titulaire de la médaille de la résistance. Ce comité était un organisme concurrent de la Légion des combattants, qui devait réfléchir à la mise en place d’un mouvement de masse visant à « assurer au nouveau régime ses assises et briser l’activité renaissante de certaines organisation [le PCF] », mais qui n’eut qu’une existence éphémère.
Ce sont des patrons catholiques pour la plupart, tels Toulouse, Lehideux, Landucci, ou Voisin, qui a été comme Warnier membre du secrétariat social du diocèse de Reims à partir de 1935. Mais de sensibilité diverse. Gernigon est alors un des dirigeants du Centre français du patronat chrétien (CFPC) ; Dreux va être vice-président et président de la commission des études du CFPC. Warnier, Dreux et Migeon sont les gérants d'une petite revue trimestrielle, Sources, fondée en 1950 par des catholiques « unis par le travail et l'amitié et désireux de faire passer leur foi dans leurs actes ». C'est une énième revue de la troisième voie, entre libéralisme et socialisme. Warnier est un ancien militant du corporatisme chrétien. Baruzy a aussi milité en faveur du corporatisme. Comme Laederich, Thierry-Mieg est protestant.
Enfin, Gustave Thibon, chargé d’un rapport introductif sur la liberté lors de la réunion de Bruxelles, débattu ensuite, est intégré à l'équipe française fin juillet 1952, sur la recommandation de Warnier.
En 1952, Landucci, Warnier et Laederich sont en parallèle partie prenante dans la naissance d'un autre organisme patronal, le Centre de recherche des chefs d’entreprise (CRC), un club de pensée lié au CNPF, fondé par le président du CNPF Georges Villiers et par Warnier, membre coopté au comité directeur du CNPF et premier président du CRC. Laederich, Baruzy et Warnier discutent aussi de la formation de ce qui va devenir en 1954 le Centre d'études politiques et civiques, fondé par Laederich. Certains ont été ou sont des cadres du Comité national de l'organisation française (CNOF) : Laguionie (vice-président en 1946), Baruzy, ancien vice-président, président à partir de novembre 1952, Migeon, vice-président en 1952, Goüin et Serge Scheer, membres du conseil d'administration.

#### Liens avec le CNPF
Dans les années qui suivent, le CEPES français tente de renforcer ses liens avec le Conseil national du patronat français (CNPF). Georges Villiers assiste à un dîner le 15 février 1955 au cours duquel Lehideux affirme que le syndicat patronal a « toujours été informé de tout ce qui touche au CEPES et (que) c'est avec son approbation » que les Français ont contribué à le fonder en 1952. Tandis que Lehideux fait part d'une « volonté de loyale et cordiale collaboration », Villiers souhaite que le CEPES vienne « à la rescousse et nous aide car nous avons besoin d'organismes d'études comme le vôtre ». D'autant qu'il s'appuie sur la SEDEIS (Société d’études et de documentation économique, industrielle et sociale) de Bertrand de Jouvenel, soutenue par le CNPF. Ce dernier présente un rapport sur le problème de l'industrie française devant la perspective de l'intégration européenne lors du dîner. Pierre Baruzy, vice-président du CEPEC, a également pris la parole au dîner en tant que président du Comité européen d'organisation scientifique.

#### Nouveaux membres
Le CEPES français comprend en mai 1955 65 patrons. N'en font plus partie Warnier, Toulouse, Gernigon, Thierry-Mieg, Goüin, Paul Voisin, Migeon, Thibon. Sont encore membres en revanche Laguionie, Scheer, Ribière, Dreux. Ont apporté leur adhésion : Jean Delorme, P-DG de L'Air liquide, Jean-Jacques Guerlain, Robert Lemaignen, Malcor, président de la Compagnie des forges et aciéries de la marine et d'Homécourt, Étienne Perilhou, président des Établissements Kuhlmann, Paul Huvelin, vice-président de Kleber-Colombes et futur président du CNPF, Pierre Beytout, président de Roussel-UCLAF, Maurice Brulfer, président de Progil, Robert Cayrol, vice-président de la Compagnie française des pétroles et président de Desmarais frères, Marcel Demonque, DG de Lafarge (et vice-président du CEPEC, président d'un groupe d'études du CRC), Gillet, P-DG de Poliet et Chausson, Arnaud de Vogüé, président de Saint-Gobain, Jean-Edouard Senn, Henri Théodore Pigozzi, de Simca, etc. Des animateurs d'organisations syndicales comme Pierre de Calan et Henry Davezac, vice-président délégué général depuis 1937 du syndicat général de la construction électrique, membre du comité directeur du CNPF. Un seul représentant d'une banque, l'ancien secrétaire général de la police du régime de Vichy René Bousquet, alors secrétaire général de la Banque de l'Indochine.
Ces patrons n'entrent pas au conseil d'administration du CEPES français, à l'exception de Raymond Dreux, Davezac et Jean Gasiorowski, président de la Société des produits chimiques d'Auby. Deux autres membres du conseil sont des amis de Lehideux : Charles Vidal, directeur des Ets Roure-Bertrand fils et Justin Dupont, une entreprise de la parfumerie, et André Reynaud, P-DG de la société Lorraine à Lunéville et membre du conseil supérieur du Centre des hautes études américaines. Reynaud a été directeur de la SAFE, filiale métallurgique de Renault, adjoint de Lehideux au C.O. de l’automobile puis administrateur de Ford-France. Entré dans l'entreprise Roure-Bertrand fils en 1943, secrétaire général, Vidal sera vice-P-DG en 1965 puis P-DG de l’entreprise en 1970. Polytechnicien, ingénieur, ancien officier d’active de l’armée de l’air, ce dernier a été le directeur du cabinet de Lehideux en 1941 (il était auparavant membre du cabinet de Belin, puis directeur adjoint du cabinet de Pierre Pucheu ; il a été directeur de cabinet de Bichelonne en mai 1942). Lehideux l'a parrainé pour l'attribution de la francisque.

#### Nouvelle direction
Lehideux, devenu P-DG de Commentry-Oissel après son échec chez Ford, reste président du groupe français du CEPES jusqu'en 1959, puis siège à son comité directeur. Landucci demeure vice-président jusqu'à son décès en janvier 1962 ; il est emporté par une embolie pulmonaire. Il a cumulé nombre de présidences, dans le domaine de la chimie – président de la commission de la chimie aux 2e et 3e plans de modernisation et d'équipement, le gouvernement gaullien lui a renouvelé sa confiance en 1961 pour le 4e plan -, et dans les domaines de la réflexion – il copréside une section au CRC -, de la recherche et de l'éducation : président de la Maison de la Chimie (1955-61), président de l'Institut de la recherche chimique appliquée depuis juin 1958, président de la Société d'études et de documentation scolaire, vice-président de la Société de chimie industrielle, membre de la commission permanente des écoles nationales supérieures d'ingénieurs, membre du conseil d'administration de l'ENSIC, etc.. Laederich demeure l'un des vice-présidents jusqu'en 1965 ou 1966 ; mais il est surtout président du Centre d'études politiques et civiques.
Jean-Edouard Senn (1901-1992), un négociant cotonnier, P-DG de l’entreprise familiale la Compagnie cotonnière du Havre (1949-75), membre du comité depuis 1959, succède à Lehideux. S’il est protestant comme Laederich, il s’est en revanche engagé dans la résistance, aux côtés des Français libres à partir de 1943. Il est médaillé des services volontaires de la France libre.
Le groupe français du CEPES est dès lors aux mains de trois administrateurs de la Société alsacienne de constructions mécaniques (SACM) : Senn, administrateur depuis 1949, Laederich, administrateur à partir de 1952 après l'avoir été de 1935 à 1944, et le polytechnicien et ingénieur des Ponts-et-chaussées Roger Boutteville, président de la SACM de 1955 à 1964, vice-président du groupe français du CEPES à partir de 1958 ou 1959. Boutteville quitte toutefois le CEPES, Charles Vidal le remplace en 1965 comme vice-président.
Le comité du groupe français du CEPES s'est alors étoffé, et comprend 13 autres membres dans les années 1960. Ce sont pour la plupart de nouveaux entrants, patrons d'entreprises privées: le métallurgiste Lucien Arbel, P-DG des Ets Arbel, Jean Gasiorowski, Georges Gallienne, président de l’Union routière de France depuis 1946, et l’inamovible président du syndicat français des textiles artificiels (1948-1974), Jean de Précigout, vice-président et futur président (1966-73) de l’Union des industries textiles, qui a animé avec Robert Lemaignen la commission des affaires européennes du CNPF à partir de 1956 et appartient au comité économique et social de la Communauté économique européenne (CEE), de sa fondation en 1958 à la fin des années 1970. En est membre aussi le dirigeant d’une entreprise paraétatique, Jean-Paul Delcourt, P-DG de la Société Nationale des Pétroles d'Aquitaine de juin 1961 à son décès en 1965, à 45 ans. Le comité comprend aussi des permanents de syndicats patronaux, bons connaisseurs des affaires européennes. C’est le cas de l’énarque et futur sénateur-maire de Vincennes Jean Clouet, qui a suivi à Bruxelles pour le compte du CNPF les pourparlers relatifs à l’établissement du Marché commun, avant de devenir secrétaire général de la Chambre syndicale des constructeurs d’automobiles en 1955, puis délégué général en 1965 de la Fédération nationale des travaux publics, et du polytechnicien René Sergent, vice-président délégué de 1960 à 1969 du syndicat général de la construction électrique. Ce fils du banquier Charles Sergent est inspecteur général des finances honoraire. Il est l’ancien secrétaire général adjoint pour les questions économiques et financières de l’OTAN (1952-55) et l’ancien secrétaire général de l’OECE (1955-60). Deux cadres dirigeants complètent le comité : Gilbert Cazes, du Crédit lyonnais, et Robert Wirth, adjoint au président de la SCAM (en l'occurrence Dreux, qui a quitté le comité).
Il faut noter l'entrée au comité d'un permanent patronal discret, Patrice Leroy-Jay, chef du service du secrétariat général du CNPF et conseiller personnel de Georges Villiers : sa présence au comité d’administration permet de consolider le lien entre les dirigeants du CNPF et le CEPES.
Trois membres du comité au moins sont parallèlement membres du conseil d'administration du groupe français de la Ligue européenne de coopération économique (LECE) : Boutteville, depuis au moins 1957, et Georges Gallienne, rejoints par René Sergent. Des membres du CEPES ont participé aux réunions internationales de la LECE. Tel l'ancien député et ancien préfet de Vichy Georges Potut, directeur de la revue Banque, qui assista à la conférence internationale de la LECE en 1953 avant de figurer dans la délégation du CEPES à la conférence internationale de la LECE en 1956 à Bruxelles, aux côtés de Charles Vidal et Pierre Vigne, ou bien Jean Clouet et Jean Deflassieux, fondé de pouvoirs du Crédit lyonnais, futur président de cette banque et futur président de la section française de la LECE, et socialiste, qui assistèrent à la conférence internationale en 1960, puis à celle de 1963, comme membres de la délégation du CEPES aux côtés de Senn. Ce qui illustre la porosité entre le CEPES et la LECE.

### Objectifs et travaux du CEPES français

#### Objectifs
Le CEPES donne une conférence de presse à Paris pour se présenter en mars 1953. L'Italien Valletta prend la parole pour affirmer que sa nouvelle organisation entend réfléchir aux moyens d'accroître la puissance économique de l'Europe en vue d'un progrès social et préconise notamment la « liberté du marché, condition première d'une production accrue au service du consommateur » et un « processus d'unification continentale ». Valletta était entouré des dirigeants français du CEPES (Lehideux, Landucci, Laederich), d'un Allemand, secrétaire de la commission d'enquêtes et de travaux du CEPES, et de deux autres Italiens.
Le groupe français du CEPES veut en 1955 « apporter une voix mesurée et réaliste car pleinement averti des difficultés, des conséquences et du caractère quasi-fatal de l'intégration européenne de l'Europe ». Il a toujours soutenu au sein du CEPES une « opinion modérée quant aux perspectives européennes ». Sa préoccupation est de « défendre le maximum d'idées libérales dans la construction économique de l'Europe ». Il affirme plus ouvertement son libéralisme : « L'Europe a un peu trop de soutien dirigiste et pas assez de soutien libéral. L'esprit libéral est un tout ; il n'y a pas de liberté politique, intellectuelle, sociale ou religieuse s'il n'y a pas d'abord la liberté écononomique ». Le CEPES français prône donc une « Europe de la libre-entreprise, une Europe de la liberté attachée à construire pour ses populations un progrès social fondé sur un progrès économique qui respecte lui-même les valeurs humaines ».
Les buts du CEPES et les principes de sa doctrine, celle du groupe français du moins, sont affirmés la même année dans une brochure : « la recherche par la voie de travaux scientifiques du progrès économique et social en Europe », la « recherche objective et désintéressée des moyens par lesquels l’Europe peut accroître sa puissance économique en vue de soutenir un constant développement du progrès social ». Préparer « l’évolution économique inéluctable » car le « temps est révolu des ensembles économiques limités par les frontières, enserrés entre les États de surface et de puissance continentales ». Il s’appuie sur quatre idées-forces, quatre principes : le respect « des droits essentiels de la personne humaine », la « reconnaissance des devoirs qui en sont la contrepartie », la « recherche de la plus grande justice sociale dans l’amélioration continue des niveaux de vie », et enfin la « sauvegarde de l’efficacité économique maxima par la défense de l’entreprise libre ». L’insistance sur les devoirs, sur le respect de la « personne humaine » (et non des droits de l’Homme) et sur la justice sociale s’inscrivent dans la tradition de la doctrine sociale de l’Église et du christianisme social ainsi que du libéralisme social. Quant à la « défense de l’entreprise libre », elle s’inscrit dans la tradition antiétatiste du patronat français, réactivée dans le contexte du dirigisme mis en place par l'État à la Libération, à la suite de Vichy.
Lehideux est alors attentif aux questions sociales. Lors de la réunion du CEPES à Palerme en 1955, il affirme qu'une des causes des difficultés français réside « dans la médiocre qualité de nos rapports sociaux actuels ». Or « pour une part sans doute décisive le destin de l'Europe sera ce que seront les rapports entre les masses ouvrières et paysannes et les dirigeants de nos pays, et par dirigeants, j'entends aussi bien les chefs politiques que les chefs de l'industrie, dont les responsabilités se complètent ». Cette année-là, Valletta, Lehideux, Bauer devaient prendre la parole dans une réunion publique le 30 septembre 1955 à Francfort, aux côtés de trois invités : Bernardo Mattarella, ministre italien du commerce, Ludwig Erhard, ministre allemand des affaires économiques, sympathisant du groupe allemand du CEPES, et l'ancien président du conseil français Paul Reynaud. Devaient aussi y assister Serge Scheer, Troy, administrateur de Simca, André Reynaud, Raymond Camus, gérant des Ets Camus, Pierre Vigne, le secrétaire du groupe français, ainsi que René Belin. Mais cette réunion a été annulée du fait de l'empêchement d'Erhard et de Mattarella.

#### Travaux: une activité limitée
Contrairement aux groupes allemand et italien, le groupe français a été peu actif et n'a publié que de rares études en français. Ainsi en 1955 une brochure intitulée Contribution européenne à l’expansion des pays sous-développés ou une autre l'année suivante, de Jules Guéron, Les raisons techniques et économiques d'une collaboration européenne dans le domaine atomique. Début 1955, Lehideux compare les trois groupes du CEPES. Le groupe allemand est « très nombreux et éminemment représentatif, solidement organisé, doté de moyens financiers importants, dynamique ». Le groupe italien, « fort et prudent », « n'a cessé d'appeler au développement du groupe français pour ne pas demeurer en tête-à-tête avec le groupe allemand ». Alors que la progression (du groupe français) a été ralentie par les débats qui ont abouti au rejet de la Communauté européenne de défense, « dans un pays qui a montré le plus de réticences à l'idée européenne, avec des patrons qui ont peur, qui hésitent, qui exigent précautions après précautions ». C'est pourquoi le groupe français n'a pas poursuivi ses efforts de recrutement. Il n'a pas fait traduire la première étude intitulée The best way to european economic integration qui postule que « le retour de la convertibilité des monnaies est la seule méthode efficace pour développer les échanges internationaux ». Alors que le groupe allemand a un budget d'environ 20 millions de francs et le groupe italien de 15 millions, Landucci estime les besoins du groupe français à 8 millions, qui peuvent être apportés par 80 adhérents versant chacun 100 000 francs. « Sinon vous allez m'obliger à prendre mon bâton de pèlerin et à m'en aller le long des routes faire un métier que je n'aime pas, très franchement ».
Certains de ses animateurs (Landucci, Belin, Reynaud, Vigne et Vidal) sont cependant membres de divers comités transnationaux du CEPES mêlant des patrons et des experts (« research and policy committee », dirigé par l'Allemand Theodor Steltzer, « business cycles committee », dirigé par l'Allemand Paul Binder). Ces comités comprennent des experts français comme Georges Potut, Roger Noly, Jacques Plassard, économiste du patronat français, ou l'économiste catholique Achille Dauphin-Meunier, animateur du Centre des hautes études américaines. Plusieurs membres du comité du CEPES ont été des habitués des déjeuners mensuels de ce Centre (René Belin, Marcel Ribière, André Reynaud, membre en outre de son conseil supérieur, Boutteville, et, dans une moindre mesure, Lehideux et Laederich). Belin a collaboré à la Nouvelle revue de l'économie contemporaine de Dauphin-Meunier et Lehideux a figuré au comité de patronage de cette revue.
René Belin s’exprime dans les colonnes du bulletin de la SEDEIS de Bertrand de Jouvenel, à destination du patronat français : il y publie un article sur « la zone de libre-échange » en Europe, sous le pseudonyme de Bertrand Gauderic ; c'est une prise de position ferme contre le libre-échange. Il s’exprime aussi dans les colonnes de La Vie française, faisant remarquer par exemple que le Marché commun européen amène « à pratiquer une même politique commerciale dans des pays qui (…) pratiquent des politiques économiques contraires ». En novembre 1958, il donne une conférence aux membres français du CEPES présidée par Lehideux, sur le Marché commun : il y affirme que « les dangers que pouvaient faire courir la réalisation de la Communauté économique européenne avaient été fortement exagérés ». Une brochure de 32 pages aurait alors été publiée, Propos sur la zone de libre-échange, rédigée par Belin,. En voyage d’affaires aux États-Unis, Lehideux déclare fin 1958 : « Il est absolument nécessaire pour l’Ouest et le monde libre d’avoir une Europe riche et solide. Le seul moyen d’avoir cela, c’est d’unir ces pays et le premier pas est l’économie ». En juin 1960, le CEPES français apporte son concours au colloque organisé à Nice par l’association des juristes européens sur les aspects de l’entrée en vigueur du traité de Rome ; Belin y souligne « le caractère d’urgence de l’harmonisation des droits ».

### Coopération avec le CED
Le groupe français du CEPES est resté en relation avec ses partenaires américains du CED. Ils coopèrent pour la rédaction d'études en anglais. Par exemple sur le marché commun européen en 1958-59. Le CEPES français invite les Américains du CED à une conférence internationale à Paris, les 4 et 5 juin 1962, qu'il organise, consacrée à la planification,,. Elle a pour but de montrer aux industriels, experts et universitaires étrangers invités (ceux du CEPES allemand et italien, dont Bauer et Valletta, du CED, d’organisations patronales suédoise, britannique et japonaise) les caractéristiques de la planification à la française, et de la comparer aux plans d’autres pays. Parmi les personnalités françaises, on relève Pierre de Calan, délégué général du syndicat général de l’industrie cotonnière, Paul Huvelin, membres du CEPES, Émile Roche, président du Conseil économique et social, qui préside la session d’ouverture, le sénateur André Armengaud, président de la commission économique et monétaire au Parlement européen, Pierre Massé, commissaire général au plan, Claude Gruson, DG de l'INSEE, Félix de Clinchamps, des papeteries Navarre, président du comité des industries du IVe plan, Bertrand de Jouvenel, chargé de conclure les travaux. Les débats ne se caractérisent pas par une attaque en règle de la planification, bien au contraire, ce qui provoque l'étonnement d'un journaliste du Monde : 

« Il était naturel que les représentants de l'État prêchassent pour leur saint. On fut davantage surpris de voir des représentants de l'industrie française privée emboucher unanimement les trompettes, prendre en quelque sorte le plan à leur compte, « faire l'article » et le présenter comme un de nos meilleurs produits d'exportation. »

 Même s'il note cette réflexion d'un des responsables de l'industrie automobile française après avoir entendu bon nombre des exposés : « C'est un procès de béatification sans avocat du diable ». Les Allemands du CEPES, partisans de l’économie sociale de marché revendiquée par la RFA, sont alors hostiles au modèle français fondé sur une planification souple, qu'ils dénoncent en 1962.
Le CEPES mena aussi des discussions avec ses partenaires du CED à propos de questions douanières. Par des « échanges de vues », le CEPES a pour objectif au cours des années 1960 de « contribuer au développement d’une économie européenne intégrée fondée sur le libre jeu des lois économiques et la défense de l’entreprise privée ». Pour autant, il ne s’agit pas de promouvoir un libre-échange intégral, du moins selon Laederich et Senn. Citant en effet ce dernier, Laederich dénonce dans le numéro de juin-juillet 1959 de la revue Les Essais, « les doctrinaires du libre-échange » et leur préfère « une organisation professionnelle ou syndicale aussi nécessaire à l’intérieur du pays que dans les échanges internationaux ». Il est favorable à des « échanges libres limités à des zones où les conditions de vie et de travail sont proches et peuvent s’unifier par le rapprochement des législations » et réclame une « discipline de production qui gagnerait à être librement consentie par les professions elles-mêmes », et non par un quelconque dirigisme.
Les 23 et 24 mai 1963, le groupement français du CEPES organise une réunion pour « examiner les relations économiques entre l’Europe et les États-Unis ». La réunion eut lieu au château de Jouy, appartenant au CRC, grâce à son nouveau président, Paul Huvelin. Des chefs d’entreprise et des universitaires s’y rencontrèrent, avec des représentants des groupements italien et allemand du CEPES, de groupements patronaux suédois et britanniques et du CED américain (son président, Alfred Neal, le vice-président de la Standard Oil, le chairman de Gillette, etc). Les Américains y soumettent un projet d’étude sur les relations économiques entre les États-Unis et l’Europe. Apparaissent des désaccords entre Américains et Européens. Les Américains soulignant l’importance de la réduction des tarifs douaniers, leur objectif prioritaire, fondée sur la méthode des « réductions équilinéaires » des tarifs tandis que les Européens, avec Jean de Précigout, membre du comité du groupe français du CEPEC, et Godard, vice-président délégué de l’UIMM, mettent en avant « l’importance des problèmes non tarifaires »  et la « nécessité de l’abandon de la méthode des réductions équilinéaires » lorsque les protections douanières présentent de fortes disparités. L’année suivante, alors que vont s’ouvrir des négociations du GATT – l’ancêtre de l’Organisation mondiale du commerce -, le groupe français déclare qu’il est « essentiel que les négociations du GATT ne mettent pas en péril l’unification européenne qui, limitée actuellement au domaine économique, devra progressivement s’étendre au domaine politique afin que l’Europe puisse enfin prendre dans la conduite des affaires du monde libre la part de responsabilité qui lui revient ». Les objectifs du CEPES, selon le groupe français, sont alors le développement du « partnership atlantique » et du commerce international. Il fait appel au « sens de responsabilités » des patrons et des négociateurs, souhaite une « franchise mutuelle » entre les États-Unis et la C.E.E. et entend « conserver, tout en l’améliorant, le système existant déjà fondé sur la libre entreprise ». Mais les patrons européens et américains s'opposent encore. En novembre 1965, Senn participe à une réunion sur les échanges Est-Ouest à Washington, organisée par le CED et le CEPES, à laquelle participe aussi le rapporteur général de la commission des relations économiques internationales du CNPF. La réunion a pour objet de préparer un texte commun aux Européens, Américains et Japonais sur les grandes lignes de l’attitude à adopter avec les pays communistes.

## Fin du CEPES en 1967
Le CEPES a dû faire face à l'existence d'une autre organisation transnationale proeuropéenne dont étaient membres des patrons aux côtés d'hommes politiques et de syndicalistes, la Ligue européenne de coopération économique (LECE ou ELEC en anglais), fondée plus tôt, en 1947. Le CEPES a refusé ses demandes de coopération, ne voulant pas partager ses bonnes relations avec le CED américain, malgré une mésentente sur certains points. Cela change avec le départ de Valletta, remplacé à la tête de Fiat par Giovanni Agnelli. Ce dernier décide en 1967 de mettre fin au groupe italien du CEPES et de rejoindre la LECE.
Cause ou conséquence, le CED américain cherche à partir de 1967 un nouveau partenaire en France : ce sera le Centre d'études et de recherches des chefs d'entreprises (CRC) (futur Institut de l'Entreprise).

## Sources
- Anne-Myriam Dutrieue, « Le CEPES, un mouvement patronal européen ? ( 1952-1967 ) », dans Michel Dumoulin, René Girault, Gilbert Trausch (dir.), L’Europe du patronat : de la guerre froide aux années 1960, Berne, Peter Lang, 1993,
- Gérard Bossuat, Georges Saunier, Inventer l’Europe : histoire nouvelle des groupes d’influence et des acteurs de l’unité européenne, Peter Lang, 2003, p. 329 (article « La fondation Ford et l’intégration européenne »)
- Sigfrido M. Ramirez Pérez, « The European Committee for Economic and Social Progress : business networks between Atlantic and European Communities », dans Wolfram Kaiser, Brigitte Leucht, Michael Gehler, Transnational networks in regional integration : governing Europe 1945-1983, Palgrave MacMillan, 2010, p. 61-84
- Sigfrido M. Ramirez Pérez, « Proyectos de globalizacion economica e integration europea : las empresas multinationales entre guerra fria y tercer mundo (1950-1970), Puente@Europa, ano IX, no 2, diciembre 2011 (en ligne)
- Sigfrido M. Ramirez Pérez, « Crises and transformations of European integration: European business circles during the long 1970s », in European Review in History, 26/2019 (Lire en ligne)
- Jean-François Colas, Patronat et réseaux d'influence : l'exemple de Georges-René Laederich, ou les ambiguïtés du néolibéralisme chrétien, dans Collectif, Histoire de l'Europe libérale, Libéraux et libéralisme en Europe, XVIIIe-XXIe siècle, Nouveau monde éditions, 2016, p. 265-280